# Hotel Colon (Argentona)
L'Hotel Colon és una obra d'Argentona (Maresme) protegida com a Bé Cultural d'Interès Local.

## Descripció
Edifici que consta de planta baixa, dos pisos i soterrani. Originàriament a la primera planta hi havia habitacions d'hotel que fa anys que està tancat.
La planta baixa té un gran saló amb vidrieres a carrer. Es conserva sense grans modificacions des de la seva construcció, excepte el terra que es va canviar.
En el projecte inicial estava previst fer una torra en el xamfrà que finalment no es va construir.